# Ichneumon tricinctus
Ichneumon tricinctus là một loài tò vò trong họ Ichneumonidae.